# Fly to the Rainbow
Fly to the Rainbow (прибл. с англ. — «Полёт к радуге») — второй студийный альбом рок-группы Scorpions, изданный 1 ноября 1974 года.

## Об альбоме
Альбом был записан в студиях Musicland Studio и Arabella House (Мюнхен), и выпущен 1 ноября 1974 года на американском лейбле RCA Records. 
Группа, став известной за пределами Германии после выпуска дебютного альбома Lonesome Crow в 1972-м, годом позже, в 1973 году, совершила совместный гастрольный тур по Западной Европе с такими британскими исполнителями, как Рори Галлахер, Uriah Heep и рок-группа UFO, после которого лид-гитарист Михаэль Шенкер решил присоединиться к последним и переехал с ними в Великобританию.
Также это был первый альбом с новым составом (кроме Рудольфа Шенкера и Майне).
В качестве сессионного музыканта выступил клавишник Ахим Киршинг.
Место лид-гитариста занял Ульрих Рот, большой поклонник творчества Джими Хендрикса. «Оглядываясь назад, Fly to the Rainbow действительно отправил меня на исследовательский путь, но, возможно, это не очень заметно на этом альбоме. Но я скажу, что как только я освоился, я сознательно стал расширять границы электрогитары в разных направлениях», — сказал Ульрих Рот в интервью журналу Guitar World.
Открывающая альбом песня «Speedy’s Coming», по словам Рудольфа Шенкера, во многом автобиографична (в молодости у него было прозвище «Speedy»). И песня действительно привлекает внимание из-за сочетания жёсткого рока с игрой Ульриха Рота на гитаре в стиле Джими Хендрикса с активным использованием whammy bar.  Музыкальный критик Мартин Попофф считает, что «Speedy’s Coming» — это Scorpions, выходящие из своего краут-рокового прошлого, поражающие слушателя цепляющими аккордами, агрессивными, плотными ритмами и чистым, прямым вокалом и текстами.
По мнению Дэйва Линга из журнала Classic Rock, стиль Рота, вдохновлённый Хендриксом, придал остальным песням альбома «They Need A Million», «Fly People Fly» и девятиминутному заглавному треку дополнительную зрелость. Ули, чей вокал был своеобразным, также вышел к микрофону для исполнения «Drifting Sun» и части «Fly To The Rainbow».
Звучание группы на этом альбоме находилось в переходном состоянии. По мнению онлайн-издания Ultimate Classic Rock, только блестящий первый номер этого альбома, «Speedy's Coming», по-настоящему олицетворял сфокусированный хард-рок, который вскоре станет торговой маркой Scorpions, в то время как «Fly People Fly» предвосхищал их будущий талант к мощным балладам; большая часть оставшегося материала обращалась к всё более устаревшей эстетике конца 1960-х.

## Критика
Как пишет журнал Classic Rock, именно с Fly to the Rainbow действительно начались Scorpions, какими мы их знаем. С приходом Ульриха Рота на смену Михаэлю Шенкеру группа открыла новые горизонты, объединив увлечение Рота Хендриксом с более резким, жёстким звучанием. Это заметно в таких песнях, как «Speedy’s Coming» и заглавный трек. 
Музыкальных критик Эдуардо Ривадавиа отмечает, что перед записью второго альбома Scorpions группа заменила Михаэля Шенкера на не менее талантливого Ули Джона Рота. «Fly to the Rainbow» также ознаменовал их постепенную трансформацию из миролюбивых хиппи 1960-х («They Need a Million», «Fly People Fly» и т. д.) в беспощадных металлистов 1970-х. В таких треках, как «Speedy’s Coming» и «Drifting Sun», по выражению журналиста «они не брали пленных».

## Список композиций
| # | Оригинальное название | Музыка /слова                               | Время |
| - | --------------------- | ------------------------------------------- | ----- |
| 1 | «Speedy’s Coming»     | Рудольф Шенкер, Клаус Майне                 | 3:33  |
| 2 | «They Need a Million» | Рудольф Шенкер, Клаус Майне                 | 4:50  |
| 3 | «Drifting Sun»        | Ульрих Рот                                  | 7:40  |
| 4 | «Fly People Fly»      | Михаэль Шенкер, Клаус Майне                 | 5:02  |
| 5 | «This Is My Song»     | Рудольф Шенкер, Клаус Майне                 | 4:14  |
| 6 | «Far Away»            | Рудольф Шенкер, Клаус Майне, Михаэль Шенкер | 5:39  |
| 7 | «Fly to the Rainbow»  | Ульрих Рот, Михаэль Шенкер                  | 9:32  |

## Участники записи
После кадровых перестановок в записи альбома приняли участие:
- Клаус Майне — Ведущий вокал, бэк-вокал на 3-м треке;
- Ульрих Рот — Соло-гитара, ведущий вокал на 3-м и 7-м треках;
- Рудольф Шенкер — Ритм-гитара, бэк-вокал; вокал на 2-м и 3-м треках
- Франсис Бухгольц — Бас-гитара;
- Юрген Розенталь — Ударные.

В качестве сессионного музыканта выступил клавишник Ахим Киршинг.